# Discovering the Sky at the Longest Wavelength
Discovering the Sky at the Longest Wavelength, plus communément désigné par son acronyme DSL, est un observatoire spatial chinois qui doit observer les ondes électromagnétiques ultra longues et devrait devenir opérationnel vers 2030. Il est constitué d'une constellation de dix satellites circulant en formation sur une orbite haute en utilisant la Lune pour éliminer les interférences générées par le champ magnétique terrestre. L'objectif de l'observatoire est de détecter les signaux produits au tout début de l'Univers durant la période des Âges sombres. Cette mission fait partie d'une série de cinq missions (les quatre autres sont eXTP, Earth Two, Taiji-2 et SPO) annoncées en 2023 par l'Académie chinoise des sciences. Les missions sélectionnées faisaient partie à l'origine des propositions reçues en réponse à l'appel d'offres lancé par l'Académie dans le cadre de son troisième programme prioritaire stratégique. 